# Derek Taylor
Derek Taylor (7 tháng 5 năm 1932 - 8 tháng 9 năm 1997) là một nhà báo, nhà văn và nhà quảng cáo người Anh, được biết tới nhiều nhất với việc cộng tác với The Beatles.

## Tiểu sử
Derek Taylor bắt đầu sự nghiệp với việc viết bài cho tờ Liverpool Daily Post & Echo, sau đó dần trở thành cây viết tiếng tăm cho vùng phía Bắc nước Anh khi cộng tác với nhiều tờ khác như News Chronicle, Sunday Dispatch và Sunday Express. Ông cũng phụ trách phần phê bình tác phẩm của tờ Daily Express
Năm 1964, Taylor cùng viết cuốn sách A Cellarful of Noise – cuốn tiểu sử về quản lý của The Beatles, Brian Epstein. Từ đó, ông trở thành cộng sự của Epstein và đại diện báo chí của The Beatles. Năm 1965, ông dọn tới Los Angeles và trở thành quản lý của Paul Revere, Harry Nilsson, The Byrds và The Beach Boys. Năm 1967, Taylor khai sinh ra Festival nhạc Pop quốc tế Monterey.
Năm 1968, ông trở lại Anh và trở thành thành viên của Apple Corps. Ông gắn bó với công ty cho tới khi nó tuyên bố phá sản. Taylor cũng tham gia vào ca khúc "Give Peace a Chance" cùng Tommy Smothers, Timothy Leary, và Norman Mailer.
Năm 1980, ông hỗ trợ George Harrison viết cuốn hồi ký I Me Mine. Tới giữa những năm 90, ông tham gia vào dự án The Beatles Anthology, đặc biệt là việc hoàn thành cuốn sách theo kèm album.
Taylor qua đời vì ung thư phổi ngày 8 tháng 9 năm 1997.

## Hồi ký
- 1984: Fifty Years Adrift (Genesis Publications) viết bởi George Harrison.
- 1987: It was Twenty Years Ago Today (Genesis Publications).